# Premier Cercle
Ne doit pas être confondu avec Le Premier Cercle, roman d'Alexandre Soljenitsyne, ni avec Le Premier Cercle, film de  Laurent Tuel.
Le Premier Cercle est un club qui regroupe les plus riches donateurs de l'UMP (participation annuelle minimum de 3 500 euros, plafonnée à 7 500 euros). Il est fondé en 2004 par Nicolas Sarkozy, alors président du parti, et sa direction est confiée à Éric Woerth.

## Fonctionnement
Le club s'inspire du modèle américain du fundraising. On compte quelques personnalités du monde des affaires ou médiatiques parmi ses membres (comme Robert Bourgi en 2007), mais il s'agit en grande majorité d'entrepreneurs anonymes admiratifs de Nicolas Sarkozy et, pour certains, afin de ses constituer un réseau. En 2007, il comptait 544 membres ; en 2010 Le Monde estime plutôt entre 400 et 500 personnes.
Les donateurs membres du Premier Cercle sont conviés une fois par mois environ à une rencontre avec un membre du gouvernement ou un conseiller du président. Nicolas Sarkozy y est présent deux à trois fois par an. Les réunions se déroulent dans des lieux de prestige tels que le Bristol,.
Le Premier Cercle a parfois été la cible d'attaques provenant de l'opposition politique, cette dernière critiquant la « légalité » des dons reversés ainsi que les « contreparties » dont ces « généreux donateurs » bénéficient. Le Parti socialiste voyait également d'un mauvais œil le fait qu'Éric Woerth cumulait les fonctions de trésorier de l'UMP et de ministre du Budget,. Le Premier Cercle dérangeait également car, s'il fut à une époque un club exclusif entre un politicien et les grosses fortunes françaises, il était devenu un club exclusif entre le président de la république et les grosses fortunes françaises.
Éric Woerth quitte ses fonctions de trésorier de l'UMP en juillet 2010. De ce fait, les donations récoltées en 2010 ont été très maigres. Le Premier Cercle a repris son fonctionnement fin décembre 2010, avec Dominique Dord comme nouveau trésorier en charge. Le cercle a cessé de fonctionner à la suite de la défaite électorale de Nicolas Sarkozy à l'élection présidentielle de 2012[réf. nécessaire].
Il existe aussi des « Premier Cercle » UMP au niveau local. Celui de Nice est présidé par Christian Estrosi. La cotisation oscille entre 1000 et 6 000 euros annuels.
À un niveau intermédiaire est créé le Cercle de France, pour les personnes donnant entre 300 et 3500 euros.